# João Fernandes (explorador)
João Fernandes foi um explorador português do século XV. Talvez o primeiro dos exploradores modernos nas terras altas da África Ocidental e um pioneiro do comércio europeu  do ouro e infelizmente de escravos na Guiné.

## História
Ouvimos falar dele pela primeira vez (antes de 1445) como um prisioneiro dos mouros berberes no Mediterrâneo ocidental; entre eles ele adquiriu conhecimento do árabe e provavelmente concebeu o projeto de exploração no interior do continente.

## No Saara Ocidental
Em 1445, ele ofereceu-se para ficar na África Ocidental e reunir todas as informações que pudesse para o Infante D. Henrique ; com esse objetivo, acompanhou Antão Gonçalves ao "Rio de Ouro" (Río de Oro ), no Saara Ocidental, onde desembarcou e foi para o interior com alguns pastores nativos.  
Ele permaneceu sete meses no país e depois foi levado novamente por Gonçalves para um ponto mais ao sul da costa, perto do "Cabo do Resgate" (Cabo Mirik ou Timiris, atual Mauritânia ); e seu relato de suas experiências provou ser de grande interesse e valor, não apenas quanto às características naturais, clima, fauna e flora do sudoeste do Saara, mas também quanto às afinidades raciais, língua, escrita, religião, hábitos  e comércio de seus habitantes. Essas pessoas mantinham um comércio de escravos, ouro, etc., com a costa da Barbária (especialmente com Túnis ), e classificadas como "árabes", "berberes", não escreviam nem falavam árabe.

## Outras expedições
Em 1446 e 1447, Fernandes acompanhou outras expedições até Rio d'Ouro e outras partes da África Ocidental ao serviço do Infante D. Henrique. Ele era conhecido pessoalmente por Gomes Eanes de Zurara, o historiador deste período inicial da expansão portuguesa; e pelo relato de Azurara na Crónica dos Feitos da Guiné, fica claro que a revelação de Fernandes sobre terras e raças desconhecidas foi muito útil.
| “ | Bem he que tornemos por aquelle scudeyro, que no anno passado ficou no ryo do Ouro, como ja dissemos, cujo special serviço he digno de grande memorya, noqual nom posso tantas vezes cousiirar que me nom maravilhe mais que assaz. | ” |
|   | — Gomes Eanes de Zurara, Chronica do descobrimento e conquista de Guiné cap. XXXII. |   |